# O noapte la castel
O noapte la castel (titlul original: în cehă Noc na Karlštejně) este un film de comedie muzicală cehoslovac, realizat în 1974 de regizorul Zdeněk Podskalský, după piesa omonimă a scriitorului Jaroslav Vrchlický, protagoniști fiind actorii Vlastimil Brodský, Jana Brejchová, Karel Höger și Waldemar Matuška.

## Rezumat
Unul dintre cele mai faimoase și populare filme muzicale cehe, descrie povestea împăratului Carol al IV-lea și a castelul său Karlštejn, în care femeile nu aveau voie nici măcar să pătrundă, darămite să trăiască acolo, din cauza interdicției sale. Mai important, acesta este un loc de relaxare și meditație, așa că nu este admisă nicio femeie și niciun fel de politică nu trebuie să fie discutată aici. Într-o noapte însă, această interdicție a fost încălcată de două ori. Nu numai Carol al IV-lea va apărea în Karlštejn și doi oaspeți neinvitați, regele Petru al Ciprului și ducele Ștefan de Bavaria, dar și două femei deghizate în bărbați. Prima a fost Alena, nepoata burgravului, care a pariat cu tatăl ei, că se va putea căsători cu un bard de la curtel pe nume Pešek dacă va petrece noaptea la Karlštejn și totuși nimeni nu o va prinde. A doua femeie a fost însăși împărăteasa, căreia îi era atât de dor de bărbatul pe care îl iubea, încât a ignorat interdicția lui și, în loc să meargă la castelul ei Karlík, a mers în secret la Karlštejn...

## Distribuție
- Vlastimil Brodský –  Carol al IV-lea
- Jana Brejchová – împărăteasa Elisabeta de Pomerania
- Jaroslav Marvan – burgravul Ješek din Vartenberk
- Waldemar Matuška – Regele Petru al Ciprului
- Karel Höger – Arhiepiscopul de Praga, Arnošt de Pardubice
- Daniela Kolářová – Alena din Turov, nepoata burgravului Ješek din Vartenberk
- Slávka Budínová – doamna Ofka
- Jaromír Hanzlík – Pešek din Hlavně, bardul regal
- Miloš Kopecký – ducele Ștefan al II-lea de Bavaria
- Vítězslav Černý – administrator al castelului Karlík
- Pavel Bartoň – un servitor
- Josef Bláha – un servitor
- Karel Hála – un servitor
- Petr Spálený – un servitor
- Karel Štědrý – un servitor
- Pavlína Filipovská – doamna de curte Blanka
- Jana Sedlmajerová – doamna de curte Markéta
- Hana Čížková – doamna de curte Jitka
- Jiří Lír – capelanul

## Trivia
Normalizarea a intervenit în acest film, Jan Werich (în rolul burgravului) și Jiřina Jirásková (doamna Ofka) nu au mai avut voie să apară în el.
 O noapte la castel a fost ultimul film în care Jaroslav Marvan a jucat într-un rol principal.

Câteva cântece binecunoscute ale compozitorului Karel Svoboda și textierului Jiří Štaidl interpretate de Waldemar Matuška și Helena Vondráčková provin din acest film.